# 朱里-Syuri-
朱里-Syuri-（しゅり、6月9日 - ）は、日本の女性歌手、ラジオパーソナリティー、MC、作詞家。現所属レーベルはFeniZonRecords、事務所はFeniZonRecords。栃木県出身。

## 歌手
2012年
- 6月1st Single『Bluest』発売。
- 映画『TOKYO ZING』挿入歌歌唱。
- 8月神奈川県海老名市のテーマ曲「Welcome 海老名」歌唱。その他、被害者支援団体等の応援ソング歌唱。

2013年
- 6月2nd Single『crimson』発売。
- 7月コンセプトミニアルバム『五色の歌』発売。
- 12月3週連続配信限定楽曲発表。（『gun of mind』『S driver』『blue clover』）

2014年
- 6月キングレコードよりメジャーデビューシングル『egoistic☆gravity』[1]発売。
- 12月馬渡松子より楽曲提供『八色レインボー』配信開始。

2015年
- 10月「青〜another sky〜」配信開始。

2016年
- 6月ミニアルバム『Re：STARTend』発売。

2018年
- ４月キングレコードより2ndシングル『Sniper in the heart』[2]発売。

## ラジオ
2011年
- 4月かわさきFM『Dawn Radio』パーソナリティー担当。（2012年4月終了）[3]

2013年
- 1月WALLOP『東京リズミカルシャワー』メインパーソナリティーを務める。（同年12月番組終了）
- 9月FMうらやす『日曜的なっ！！』5週目パーソナリティーをつとめる。（2014年8月卒業）
- 海老名ビナウォーク、YOKOHAMA Three Sにてラジオイベントを開催する。

2014年
- 6月FM西東京『DAWNRADIO』メインパーソナリティー（現在はFMうらやす）を務める。
- 7月FMカオン『おふ音ラジオ』メインパーソナリティーを務める[4]。

2017年
- 2月新番組FMうらやす『音屋楽々堂』パーソナリティーを務める[5]。

## MC、リポーター
2010年
- 「株式会社黎明　創立記念live」新宿Ping　Big　Pigの司会を務める。

2011年
- 4月「IkuMiレコ発live」渋谷eggmanの司会を務める。
- 10月「Dawn Radio」主催ライブの司会を務める。

2012年
- 3月「Rusty Black」主催ライブの司会を務める。
- 3月「三軒茶屋リップル」の司会を務める。
- 6月FM西東京　you gotチャンネルα　レポーターを務める。（2016年卒業）

2014年
- 9月「座間ちょい呑みフェスティバル」の司会を務める。

## 映像
2012年
- 12月「有吉ビビるの告白劇場」出演。

2014年
- 2月「S Cawaii!」出演。

## 声優
2011年
- 大分萌えおこしプロジェクト　竹楽にて竹田奏役（声優）を務める。

## その他
2013年
- 海老名警察署、被害者支援団体より表彰される。

2014年
- Ameba Blog 公式アカウントとなる。

## インディーズシングル
|     | 発売日    | タイトル | 規格品番  |
| --- | --------- | -------- | --------- |
| 1st | 2012年6月 | Bluest   | FNZR-0069 |
| 2nd | 2013年6月 | crimson  | FNZR-0002 |

## メジャーシングル
|     | 発売日    | タイトル         | 規格品番  |
| --- | --------- | ---------------- | --------- |
| 1st | 2014年6月 | egoistic☆gravity | KICB-2577 |

## ミニアルバム
|     | 発売日    | タイトル     | 規格品番  |
| --- | --------- | ------------ | --------- |
| 1st | 2013年7月 | 五色の歌     |           |
| 2nd | 2016年6月 | Re：STARTend | FNZR-0003 |

## ダウンロード配信
|     | 発売日     | タイトル          | 備考                       |
| --- | ---------- | ----------------- | -------------------------- |
| 1st | 2013年12月 | gun of mind       | 3週連続配信限定楽曲第1弾   |
| 2nd | 2013年12月 | S driver          | 3週連続配信限定楽曲第2弾   |
| 3rd | 2013年12月 | blue clover       | 3週連続配信限定楽曲第3弾   |
| 4th | 2014年12月 | 八色レインボー    | 馬渡松子書き下ろし楽曲     |
| 5th | 2015年10月 | 青〜another sky〜 | 青-AO-のアナザーバージョン |